# SSADM
SSADM(Structured systems analysis and design method)은 정보 시스템의 분석 및 설계에 대한 시스템적 접근이다. SSADM은 1980년 이후부터 정부의 기술 사용과 관련한 영국 정부 오피스의 하나인 CCTA(Central Computer and Telecommunications Agency)용으로 개발되었다.

## 단계
- 단계 0 - 실현성 연구
- 단계 1 - 현재 환경 분석
- 단계 2 - 비즈니스 시스템 옵션
- 단계 3 - 요구 사양
- 단계 4 - 기술 시스템 옵션
- 단계 5 - 논리적 설계
- 단계 6 - 물리적 설계

## 같이 보기
- 사드